# Grande Prêmio dos Países Baixos de 1973
Resultados do Grande Prêmio dos Países Baixos de Fórmula 1 realizado em Zandvoort em 29 de julho de 1973. Décima etapa do campeonato, nele ocorreu o acidente fatal do piloto Roger Williamson, tragédia que ofuscou mais uma conquista do britânico Jackie Stewart, novo recordista de vitórias na categoria com 26 triunfos.

## Resumo
Este Grande Prêmio foi marcado pela trágica morte do piloto britânico Roger Williamson por asfixia, após acidente que acabou por consumir seu carro em chamas. Uma das imagens mais chocantes da história da Formula 1 ocorreu neste acidente, quando o piloto David Purley, ao ver o acidente ocorrer e o início das chamas, abandonou seu carro e tentou desvirar o monoposto acidentado, ainda com o piloto dentro e tomado pelo incêndio. Segundo consta, o piloto falecido gritava de dentro do carro por ajuda, mas pouco se pode fazer, devido a intensidade das chamas. Era apenas a segunda corrida do piloto na categoria.
O último piloto a morrer num fim de semana de competição foi o austríaco Jochen Rindt no Grande Prêmio da Itália de 1970.

## Classificação da prova

### Treino classificatório
| Pos. | Nº | Piloto               | Construtor        | Tempo   | Diferença |
| ---- | -- | -------------------- | ----------------- | ------- | --------- |
| 1    | 2  | Ronnie Peterson      | Lotus-Ford        | 1:19.47 | —         |
| 2    | 5  | Jackie Stewart       | Tyrrell-Ford      | 1:19.97 | + 0.50    |
| 3    | 6  | François Cevert      | Tyrrell-Ford      | 1:20.12 | + 0.65    |
| 4    | 7  | Denny Hulme          | McLaren-Ford      | 1:20.31 | + 0.84    |
| 5    | 10 | Carlos Reutemann     | Brabham-Ford      | 1:20.59 | + 1.12    |
| 6    | 8  | Peter Revson         | McLaren-Ford      | 1:20.60 | + 1.13    |
| 7    | 27 | James Hunt           | March-Ford        | 1:20.70 | + 1.23    |
| 8    | 24 | José Carlos Pace     | Surtees-Ford      | 1:21.02 | + 1.55    |
| 9    | 20 | Jean-Pierre Beltoise | BRM               | 1:21.14 | + 1.67    |
| 10   | 17 | Jackie Oliver        | Shadow-Ford       | 1:21.23 | + 1.76    |
| 11   | 21 | Niki Lauda           | BRM               | 1:21.43 | + 1.96    |
| 12   | 19 | Clay Regazzoni       | BRM               | 1:21.56 | + 2.09    |
| 13   | 11 | Wilson Fittipaldi    | Brabham-Ford      | 1:21.82 | + 2.35    |
| 14   | 28 | Rikky von Opel       | Ensign-Ford       | 1:22.01 | + 2.54    |
| 15   | 25 | Howden Ganley        | Iso Marlboro-Ford | 1:22.10 | + 2.63    |
| 16   | 1  | Emerson Fittipaldi   | Lotus-Ford        | 1:22.24 | + 2.77    |
| 17   | 12 | Graham Hill          | Shadow-Ford       | 1:22.50 | + 3.03    |
| 18   | 14 | Roger Williamson     | March-Ford        | 1:22.72 | + 3.25    |
| 19   | 22 | Chris Amon           | Tecno             | 1:22.73 | + 3.26    |
| 20   | 26 | Gijs van Lennep      | Iso Marlboro-Ford | 1:22.95 | + 3.48    |
| 21   | 18 | David Purley         | March-Ford        | 1:23.09 | + 3.62    |
| 22   | 16 | George Follmer       | Shadow-Ford       | 1:24.14 | + 3.67    |
| 23   | 15 | Mike Beuttler        | March-Ford        | 1:24.45 | + 3.98    |
| 24   | 23 | Mike Hailwood        | Surtees-Ford      | 1:32.33 | + 11.86   |

### Corrida
| Pos. | Nº | Piloto               | Construtor        | Voltas | Tempo/Diferença        | Grid | Pontos |
| ---- | -- | -------------------- | ----------------- | ------ | ---------------------- | ---- | ------ |
| 1    | 5  | Jackie Stewart       | Tyrrell-Ford      | 72     | 1:39:12.45             | 2    | 9      |
| 2    | 6  | François Cevert      | Tyrrell-Ford      | 72     | + 15.83                | 3    | 6      |
| 3    | 27 | James Hunt           | March-Ford        | 72     | + 1:03.01              | 7    | 4      |
| 4    | 8  | Peter Revson         | McLaren-Ford      | 72     | + 1:09.13              | 6    | 3      |
| 5    | 20 | Jean-Pierre Beltoise | BRM               | 72     | + 1:13.37              | 9    | 2      |
| 6    | 26 | Gijs van Lennep      | Iso-Marlboro-Ford | 70     | + 2 voltas             | 20   | 1      |
| 7    | 24 | José Carlos Pace     | Surtees-Ford      | 69     | + 3 voltas             | 8    |        |
| 8    | 19 | Clay Regazzoni       | BRM               | 68     | + 4 voltas             | 12   |        |
| 9    | 25 | Howden Ganley        | Iso-Marlboro-Ford | 68     | + 4 voltas             | 15   |        |
| 10   | 16 | George Follmer       | Shadow-Ford       | 67     | + 5 voltas             | 22   |        |
| 11   | 2  | Ronnie Peterson      | Lotus-Ford        | 66     | Motor                  | 1    |        |
| NC   | 12 | Graham Hill          | Shadow-Ford       | 56     | Não classificado       | 17   |        |
| Ret  | 21 | Niki Lauda           | BRM               | 52     | Bomba de combustível   | 11   |        |
| Ret  | 23 | Mike Hailwood        | Surtees-Ford      | 52     | Pane elétrica          | 24   |        |
| Ret  | 7  | Denny Hulme          | McLaren-Ford      | 31     | Motor                  | 4    |        |
| Ret  | 11 | Wilson Fittipaldi    | Brabham-Ford      | 27     | Acidente               | 13   |        |
| Ret  | 22 | Chris Amon           | Tecno             | 22     | Sistema de combustível | 19   |        |
| Ret  | 10 | Carlos Reutemann     | Brabham-Ford      | 9      | Pneus                  | 5    |        |
| WD   | 18 | David Purley         | March-Ford        | 8      | Retirou-se             | 21   |        |
| FAT  | 14 | Roger Williamson     | March-Ford        | 7      | Acidente fatal         | 18   |        |
| Ret  | 1  | Emerson Fittipaldi   | Lotus-Ford        | 2      | Cansaço físico         | 16   |        |
| Ret  | 15 | Mike Beuttler        | March-Ford        | 2      | Pane elétrica          | 23   |        |
| Ret  | 17 | Jackie Oliver        | Shadow-Ford       | 1      | Acidente               | 10   |        |
| DNS  | 28 | Rikky von Opel       | Ensign-Ford       | 0      | Não largou             | 14   |        |

## Tabela do campeonato após a corrida
|   | Pos. | Piloto             | Pontos |
| - | ---- | ------------------ | ------ |
|   | 1    | Jackie Stewart     | 51     |
|   | 2    | Emerson Fittipaldi | 41     |
|   | 3    | François Cevert    | 39     |
|   | 4    | Ronnie Peterson    | 25     |
| 1 | 5    | Peter Revson       | 23     |

|   | Pos. | Construtor   | Pontos  |
| - | ---- | ------------ | ------- |
| 1 | 1    | Tyrrell-Ford | 62 (66) |
| 1 | 2    | Lotus-Ford   | 58 (62) |
|   | 3    | McLaren-Ford | 38      |
|   | 4    | Brabham-Ford | 12      |
|   | 5    | Ferrari      | 12      |

- Nota: Somente as primeiras cinco posições estão listadas. Em 1973 os pilotos computariam sete resultados nas oito primeiras corridas do ano e seis nas últimas sete. Neste ponto esclarecemos: na tabela dos construtores figurava somente o melhor colocado dentre os carros do mesmo time.